# Eurys
Eurys – rodzaj błonkówek z rodziny Pergidae.

## Zasięg występowania
Przedstawiciele tego rodzaju występują w Australii.

## Systematyka
Do  Eurys zaliczanych jest 12 gatunków:
- Eurys aeratus
- Eurys aglaia
- Eurys bellus
- Eurys calliphenges
- Eurys chloe
- Eurys kochi
- Eurys laetus
- Eurys nitens
- Eurys nitidus
- Eurys pulcher
- Eurys rutilans
- Eurys sembla